# 貢の銭 (マサッチオ)
『貢の銭』（みつぎのぜに（伊: Pagamento del tributo）は、ルネサンス期のイタリア人画家マサッチオが描いたフレスコ画。『貢の銭』を主題とした作品である。
フィレンツェのサンタ・マリア・デル・カルミネ大聖堂（Santa Maria del Carmine, Florence）ブランカッチ礼拝堂（Brancacci Chapel）の壁画で、最終的には共同制作者でマサッチオの師ではないかとも考えられているマソリーノが完成させた。『貢の銭』は保存状態が悪く、その後何世紀にもわたって大きな損傷を受けるままになっていたが、1980年代に礼拝堂とともにほぼ完全に修復されている。
1420年代に描かれたこの作品は27歳で夭折したマサッチオの最高作といわれており、遠近法と明暗法（キアロスクーロ）の革新的な表現手法によって、ルネサンス芸術の発展にも大きな役割を果たしたと見なされている。

## ブランカッチ礼拝堂
ブランカッチ礼拝堂は、サンタ・マリア・デル・カルミネ大聖堂の教会堂（バシリカ）として1366年あるいは1377年にフィレンツェの商人ピエロ・ディ・ブランカッチによって建てられ、後にピエロの甥のフェリーチェ・ブランカッチの所有となっている。フェリーチェは1423年から1425年にかけて、マソリーノに聖ペトロを描いた一連のフレスコ壁画の制作を幾度か依頼した。ペトロがピエロの洗礼名で、さらにブランカッチ家の守護聖人でもあったためだが、教会大分裂期のローマ教皇を支持するという意味もこめられていた。

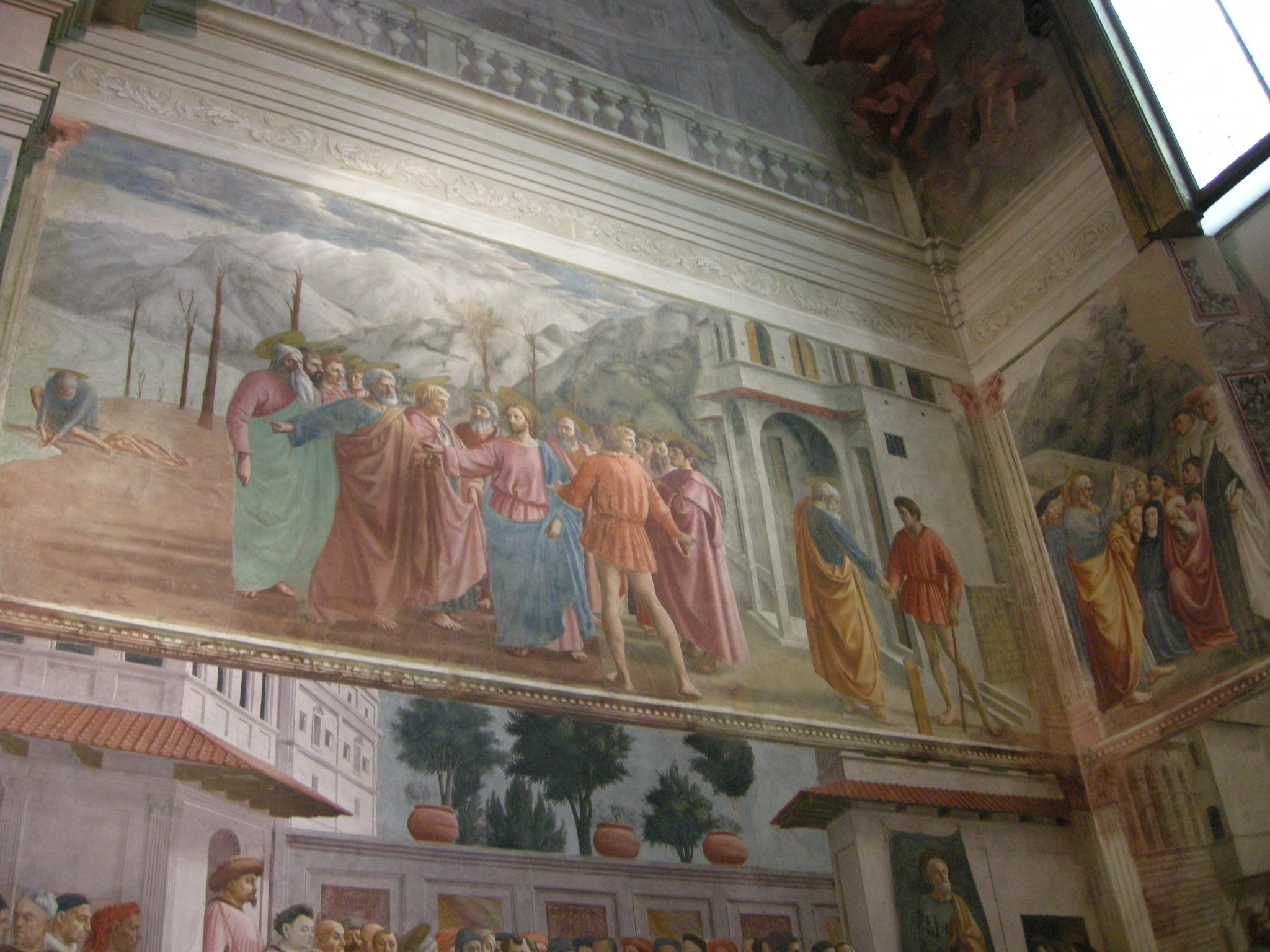
ブランカッチ礼拝堂の壁に描かれた『貢ぎの銭』

ブランカッチ礼拝堂の壁画作成を請け負ったマソリーノは、18歳年少のマサッチオを共同制作者として選んだが、マソリーノは1425年にハンガリー、1427年にローマを訪問してフィレンツェを去り、ブランカッチ礼拝堂壁画の完成はマサッチオに任せられることになる。しかしマサッチオも壁画が完成する前の1427年あるいは1428年にローマのマソリーノの元へと行っており、その後ブランカッチ礼拝堂のフレスコ壁画を完成させたのはフィリッピーノ・リッピで、1480年代になってからだった。最終的な壁画全体の完成はリッピの仕事とはいえ、『貢の銭』自体は間違いなくマサッチオの作品であると認められている。

ブランカッチ礼拝堂の一連のフレスコ画は、何世紀にも渡って手を加えられたり、大きな損傷を受けたりしている。1746年には後期バロックの画家ヴィンチェンツォ・メウッチによって、マソリーノが描いたフレスコ画のほとんどが上から描きかえられた。さらに1771年には教会が火災にあって焼失してしまっている。ブランカッチ礼拝堂の建物自体は火事による被害はなかったが、フレスコ画には深刻な損傷が残った。1981年から1990年にかけて、ようやく礼拝堂の大規模な修復が実施され、フレスコ壁画もオリジナルの状態に復元修復された。しかしながら完全に制作当時の状態にまで修復されたとは言えず、特に乾式フレスコ技法であるフレスコ・セッコで描かれた部分は元通りにはならなかった。『貢の銭』に描かれていた木々の葉は消失し、キリストがまとっている青色のローブはその輝きを失ってしまっている。

## モチーフ
『貢の銭』は『マタイによる福音書』に書かれたペトロのエピソードを題材にして描かれている

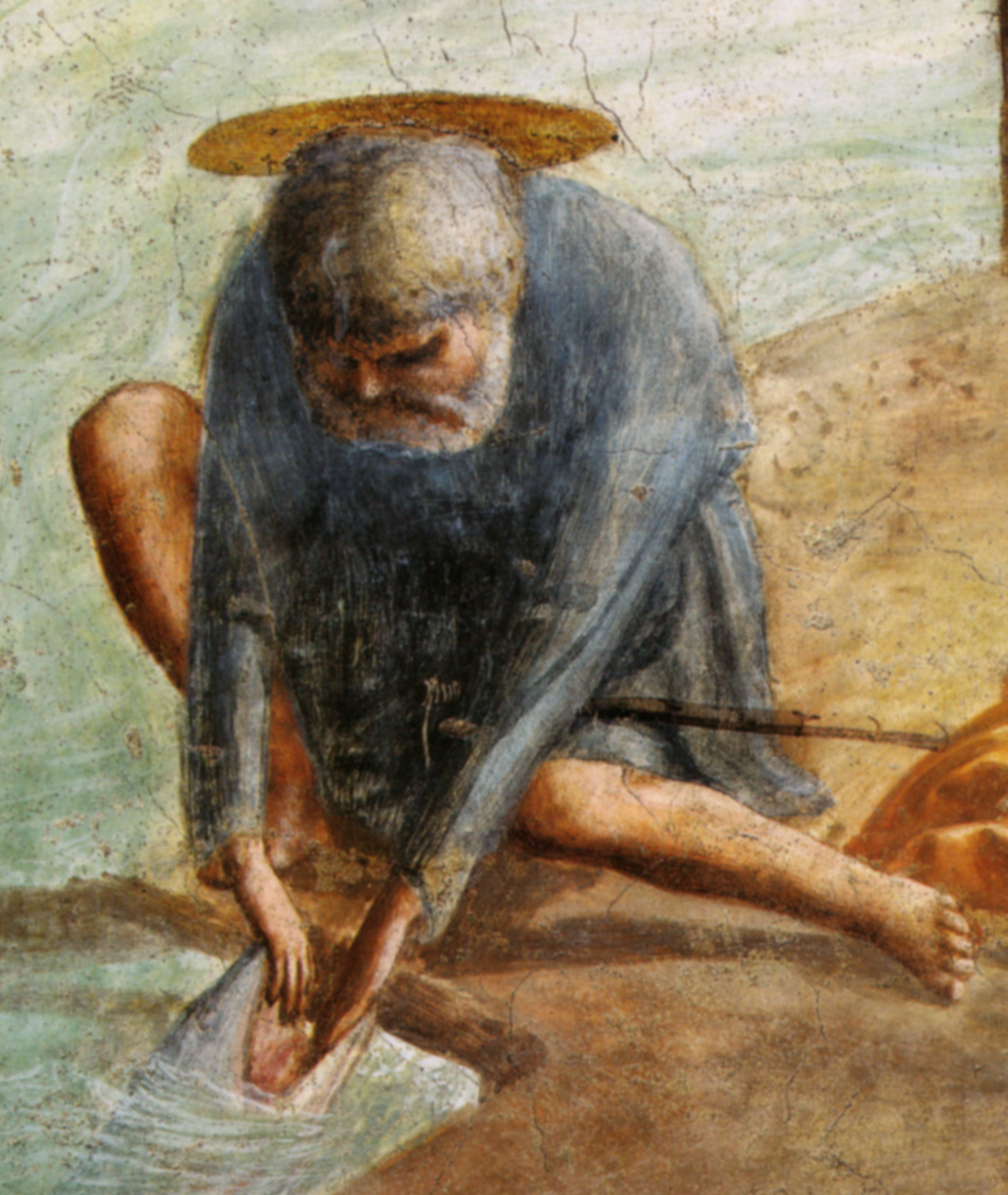
魚の口から銀貨を取り出そうとするペトロ

このエピソードは、自身も収税吏だったマタイの福音書にしか記述されていない。クリスチャンが世俗的な権力を有することを正当化するために用いられる「皇帝のものは皇帝に、神のものは神に返しなさい」の言葉で有名な『マタイによる福音書』22章15節から22節のエピソードと関連付けて語られることも多い。

## 構成

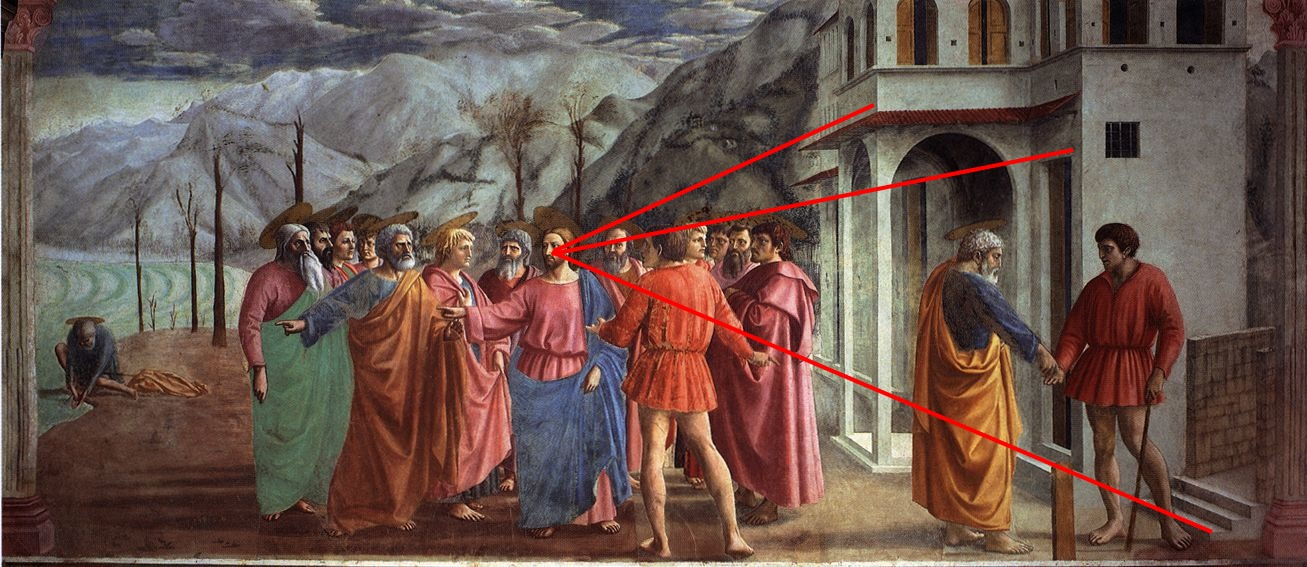
キリストの頭部を中心とした一点透視図法で描かれている

この作品は美術史上非常に重要な絵画で、少なくともローマが陥落した476年以来、一点透視図法を最初に使用した、あるいはただ一つの消失点を表現した絵画であると広く認められている。
『貢の銭』に描かれている場面は、収税吏がイエスとその弟子たちと会話しているのが屋外であるなど、聖書に書かれている記述とは若干異なっている。さらに聖書では時間軸が異なる三つのエピソードが同一の画面に描かれているが、構成が計算されているため絵画として破綻してはいない。中央に描かれているのが時間軸上最初のエピソードの、貢銭を要求している収税吏である。青いローブをまとっているのがキリストで、弟子たちの視線を通じて頭部がこの絵画の消失点となっている。青い服を着てオレンジ色のローブを身につけているのがペトロで、その右手とキリストの右手が示している画面左奥に描かれているのが、聖書に書かれている次の場面の魚の口から銀貨を取り出そうとするペトロである。最後の場面が画面右に描かれている、建物のそばでペトロが収税吏に貢銭を渡すところになっている。
キリストと弟子たちは、礼拝堂の半円のアプスを意識して、同じく半円になるような位置で描かれている。一方収税吏はその聖なる半円の外に描かれている。キリストと弟子たちが淡いパステルカラーのピンクや青などのローブを身に着けて描かれているのに対し、役人である収税吏は鮮やかなオレンジの短いチュニックを着用している。このオレンジには収税吏の態度の横柄さを強調する効果がある。さらに構図にも対比が強調されている箇所がある。画面中央のペトロと収税吏、そして画面右のペトロと収税吏は、向きが異なるだけでほぼ同じポーズで描かれている。これは描かれている人物に三次元的な効果を与え、観覧者がどの角度からこの絵画を観ても違和感が無いことに一役買っている。

## スタイル

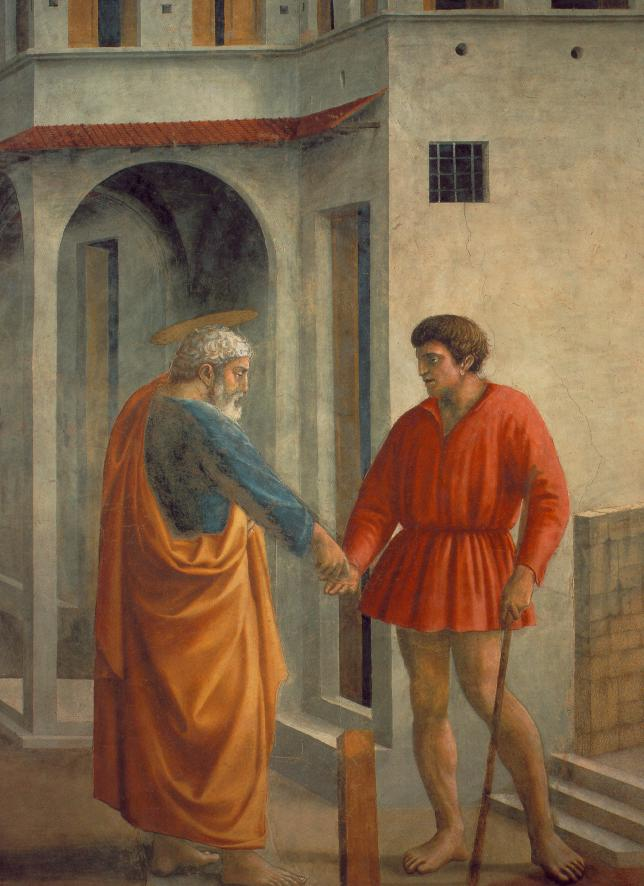
ペトロと収税吏

マサッチオは、ルネサンスにおける一点透視図法表現の先駆者としてドナテッロやブルネレスキと比較されることが多い。マサッチオ独自の技法として、大気の表現と大気の描きわけによる空気遠近法 (遠くにあるものほどかすんで見える遠近表現 (en:atmospheric perspective)）がある。 『貢の銭』では、背景の山々や画面左奥のペトロは手前の人物像に比べてはるかに薄暗く青味をおびて描かれ、この絵画に距離感と奥行きを与えている。空気遠近法の技法自体は古代ローマ時代から知られてはいたが、その後マサッチオが「再発明」するまでは忘れられた技法だった。
マサッチオの光の表現法も革新的なものだった。より初期の画家ジョットたちが描いた光は平坦で、どこから射しているのか不明な光だったが、マサッチオが描いた光は画面の外の特定の場所から射していて、人物像に明部と暗部を創り出している。これがキアロスクーロであり、二次元に描かれた人物に彫刻のような立体感を与えることに成功した。

マサッチオは人物像の豊かな表情の描き分けについても賞賛されてきた。しかしながらこの絵画はマサッチオが最後まで完成させた作品ではなく、キリストとペトロの顔はマソリーノが仕上げたという点でやや評価が低くなっている。マソリーノはブランカッチ礼拝堂壁画では『貢の銭』のちょうど反対側に使徒行伝のエピソード『タビタの復活』を描いている。

## 解釈

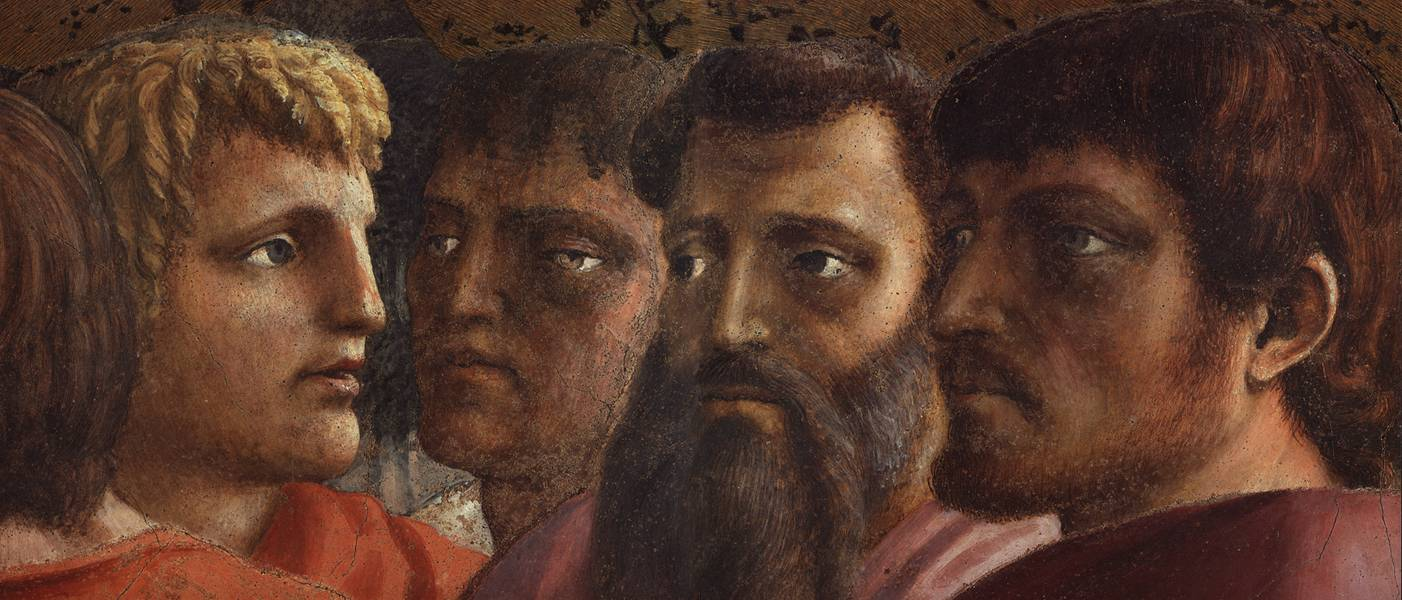
キアロスクーロを使用して描かれた人物像。左から二人目がユダで、一番右がマサッチオ自身をモデルにしたトマスではないかとされている。

それまでの芸術作品に取り上げられることがほとんど無かったこのエピソードが、なぜ『貢の銭』のモチーフに選ばれたのかについて様々な見解がある。意見の中には新しい所得税制を施行するために、1427年にイタリアで施行された土地台帳整備を正当化するためではないかというものがある。しかしながらこの絵画の依頼主である商人のブランカッチは新税制には反対の立場だったと考えられるため、この推測の信憑性は低い。可能性が高い見解としては、1423年にローマ教皇マルティヌス5世が、フィレンツェの教会への課税を認めたことが背景にあるのではとするものがある。魚の口から銀貨が見つかる描写はフィレンツェが海洋貿易で発展した都市であることを示唆している。フェリーチェ・ブランカッチも地中海貿易で富を築いた絹商人で、フィレンツェの海運評議会の一員だった。

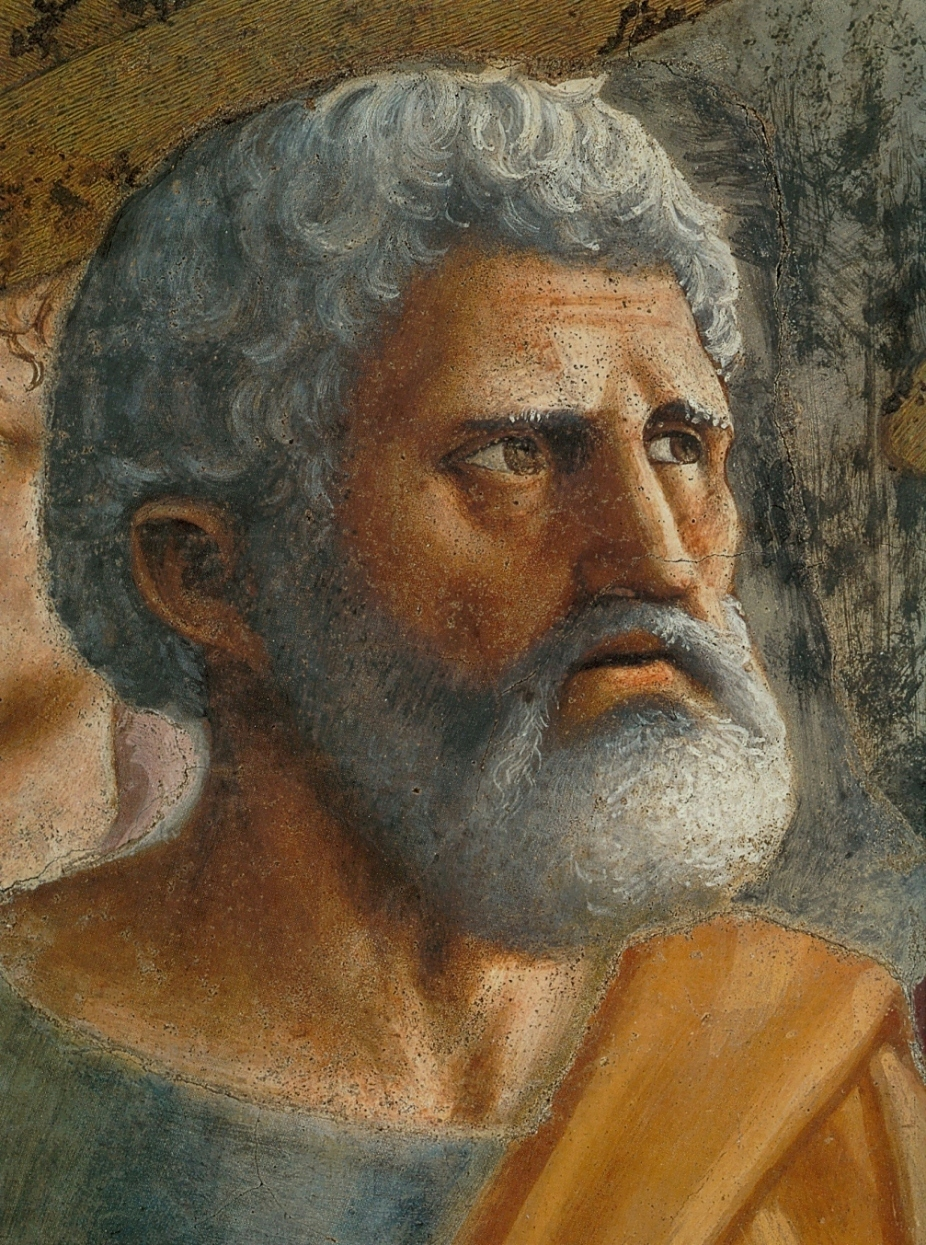
白髪、あごひげ、青と黄色の衣服で象徴されているペトロ

『貢の銭』をはじめ、ブランカッチ礼拝堂に描かれた絵画を理解するうえで重要なことは、ブランカッチ家、フィレンツェとローマ教皇庁との関係である。当時のフィレンツェはミラノと戦争中で、ローマ教皇の援助を必要としていた。ブランカッチ礼拝堂の壁画には教皇庁の政策に対する賛意と、ペトロが最初のローマ司教にして初代ローマ教皇とする教皇庁の立場を正当化する意識が見てとれる。『貢の銭』に描かれているエピソードではペトロがキリストの弟子の中でも第一人者で、「わたしとあなた」というキリストの言葉にもキリストとペトロの強いつながりが表れている。この絵画においてペトロは、画面左に一人きりで描かれている姿とは対照的にキリストとともにいるときには威厳に満ちた精力的な人物として描かれている。これらは全てペトロが地上におけるキリストの代理人であるということを示しており、『貢の銭』はペトロがキリストの弟子から宗教的指導者になる過渡期を描いた作品といえる。

『貢の銭』に描かれている弟子たちの中で、誰であるかが確実視されているのは二人しかいない。図像学で自身を象徴する白髪、あごひげと青、黄色の衣服を身にまとっているペトロと、キリストの隣にひげのない若者として描かれたヨハネである。ヨハネの頭部の表現は古代ローマ時代の彫刻の影響を受けており、収税吏の右側に描かれている弟子も非常によく似た表現で描かれている。その右側の弟子は陰気で不吉な表情をしており、収税吏の顔と酷似していることからユダではないかとされている。また、ヴァザーリが最初に指摘したように、一番右端の弟子はトマスとして描かれたマサッチオの自画像ではないかといわれている。